# Kaen
Kaen (stylizowany zapis: KaeN), właściwie Dawid Henryk Starejki (ur. 4 lipca 1988 w Sanoku) – polski raper i kick-bokser.
Były członek formacji RSA Konqrent. Jako twórca solowy zadebiutował w 2008 roku nielegalem pt. Żyj albo umieraj. Współpracował ponadto m.in. z takimi wykonawcami jak: Słoń, Bezczel, Buczer, Peja, Chada, Kroolik Underwood i Ewelina Lisowska. Charakterystyczną cechą wizerunku rapera jest czarna maska, budząca skojarzenia z Jasonem Voorheesem – bohaterem serii horrorów pt. Piątek, trzynastego.

## Działalność artystyczna
Kaen zadebiutował w 2008 nielegalem Żyj albo umieraj, jednakże tworzyć zaczął już w roku 2000. Rok później ukazał się drugi nielegal rapera zatytułowany Sztuka ulicy. W latach późniejszych zaczął trenować kick-boxing w szkółce "Street Fighter", należącej do rapera i wielokrotnego mistrza polski w tej dyscyplinie – Jurasa. Ten zainteresował twórczością Kaena wytwórnię muzyczną Prosto, która podpisała z młodym muzykiem kontrakt wydawniczy. W efekcie, już w 2010 roku raper wystąpił na kompilacji Prosto Mixtape 600V, w utworach "Nie musisz być bogaty" i "U nas na śródmieściu", m.in. u boku zespołu Pokój z Widokiem na Wojnę oraz raperów Sokoła i Fusznika. 28 września 2012 roku ukazał się debiutancki album Kaena, dostępny w powszechnej sprzedaży pt. Od kołyski aż po grób. Wśród gości znaleźli się m.in. Wigor oraz idol rapera Juras. Nagrania były promowane teledyskami do utworów "Alter ego", "W moich butach", "Od kołyski aż po grób", "Władca liter" i "Masz swój rozum". 

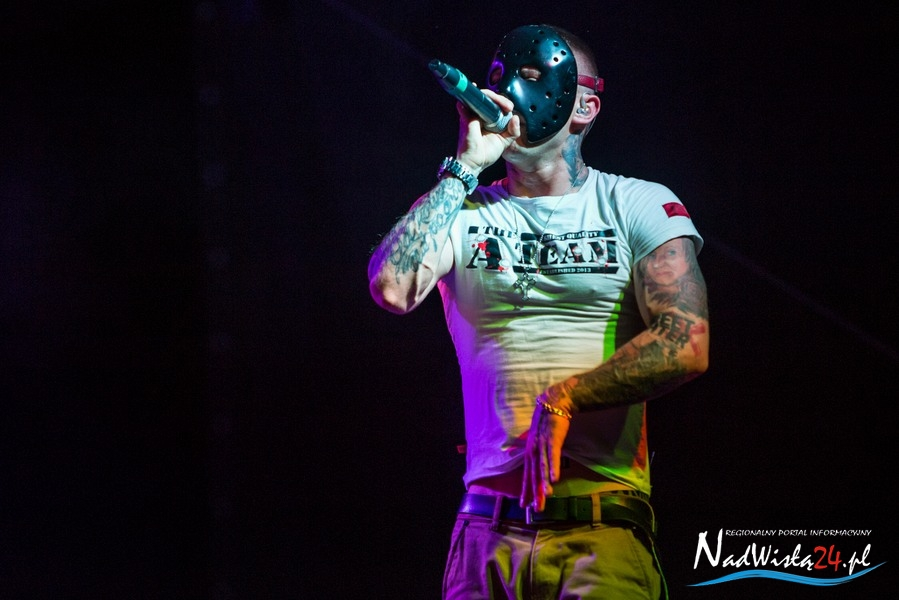
Kaen, 2015

W 2013 roku wideoklip do utworu „Alter ego” uzyskał nominację do nagrody 22. Festiwalu Polskich Wideoklipów Yach Film 2013 w kategorii Cyber Yach. W międzyczasie muzyk zaangażował się w projekt Drużyna mistrzów 2: sport, muzyka, pasja, inicjatywę Bosskiego Romana, rapera, członka grupy muzycznej Firma oraz propagatora rugby Artura Pszczółkowskiego, związanego z klubem Arka Gdynia. Na kompilacji znalazł się promowany teledyskiem utwór „Wstęp wolny”, nagrany w duecie wraz Kamilem PRJ. Ponadto zwrotka rapera znalazła się w utworze „Drużyna mistrzów”, gdzie wystąpił m.in. wraz z zespołami NON Koneksja i WSRH.
Drugi album studyjny Kaena zatytułowany Piątek 13-go trafił do sprzedaży 14 lutego 2014. Wydawnictwo przysporzyło raperowi pierwszego sukcesu komercyjnego, plasując się na 2. miejscu zestawienia najpopularniejszych płyt w Polsce (OLiS). Na płycie znalazł się pierwszy przebój radiowy rapera pt. „Zbyt wiele”, notowany, m.in. na listach przebojów rozgłośni Eska i RMF Maxxx. Promowana teledyskiem piosenka powstała we współpracy z raperką Wdową oraz piosenkarzem Cheebą, członkiem zespołu EastWest Rockers. Album Piątek 13-go był ponadto promowany teledyskami do utworów „Mów mi D.ave”, „Kartka z pamiętnika”, „Ballada o Dawidzie Starejki”, „Dawaj z nami” i „Mimo wszystko”. W listopadzie 2014 roku albumy Od kołyski aż po grób i Piątek 13-go zostały wyróżnione tytułem złotej płyty.
Również w 2014 roku muzyk roku wdał się w beef z siemiatyckim raperem Te-Trisem, który w swym freestyle’u podczas Baltic Games w wulgarnych słowach skrytykował Kaena jako niewiarygodnego – „nie mam maski, nie udaję Kaena, nie udaję ksera”. Ten odpowiedział agresywnym wpisem na swym profilu w serwisie Facebook zarzucając Te-Trisowi m.in. nieudolność – „[...] nigdy nie będziecie mieli tylu fanów, nie sprzedacie takiej ilości albumów i nie przyciągniecie takich tłumów na koncerty.”. W odpowiedzi Te-Tris nagrał diss pt. „Vox populi”, natomiast Kaen odpowiedział utworem – „Petem”. Dziennikarz muzyczny Karol Stefańczyk w swym felietonie na łamach serwisu muzycznego CGM optował za Te-Trisem jako zwycięzcą konfliktu. Wyraz poparcia muzykowi udzielili ponadto m.in. raperzy Paluch i Kacper HTA oraz duet producencki No Name Full Of Fame.
13 lutego 2015 roku ukazał się kolejny album studyjny rapera zatytułowany Tylko śmierć może mnie zatrzymać. Album wyprodukował po raz kolejny stały współpracownik rapera – IVE. Wydawnictwo promowane teledyskami do utworów „Tylko śmierć może mnie zatrzymać”, „Labirynt”, „Nie wszystko stracone” i „Wybór” dotarło do 14. miejsca polskiej listy przebojów – OLiS. W ostatnim z wideoklipów gościnnie wystąpili: florecistka Sylwia Gruchała oraz bokser Albert Sosnowski. Trzecia produkcja Kaena spotkała się z negatywnym odbiorem wśród recenzentów. Mateusz Murawski na łamach portalu Onet.pl określił Tylko śmierć może mnie zatrzymać jako „[...]album, który nie popchnie do przodu rapowej sceny ani o centymetr. Ci, którzy nie lubili chłopaka w masce, nie zapałają do niego nagle płomiennym uczuciem. Fanbase, przyzwyczajony do „okołoeminemowych” tematów dostanie to, czego oczekiwał. Pytanie tylko, ile można grać kartami rapera z Detroit, zamiast szukać własnych, unikalnych patentów?.”.
18 grudnia 2020 wydał wspólny singiel z Eweliną Lisowską zatytułowany „Kwarantanna” i swoją premierę miał wraz z teledyskiem, znalazł się na jego dziewiątym albumie Jason, wydanym 12 marca 2021, płyta znalazła się na piątym miejscu listy sprzedaży OLiS.
14 stycznia 2022 wydał kolejny, dziesiąty album Jason II: Lunapark, który był promowany dziewięcioma singlami, płyta uplasowała się na 2. miejscu listy sprzedaży OLiS. Ponadto tego samego dnia wydał drugą EPkę Lunapark Deluxe, którą promuje singlem „Rajza”. 1 czerwca wydał singiel „Show”, a krótko po nim – utwór „Autobus”. W grudniu wydał jedenasty album studyjny, zatytułowany Od kołyski aż po grób 2 oraz dwa minialbumy Love Stories i Jason III: Crystal Lake.

## Dyskografia
Albumy
| Rok                                                     | Dane dot. albumu | Pozycja na liście | Sprzedaż       | Certyfikat              |
| Rok                                                     | Dane dot. albumu | POL               | Sprzedaż       | Certyfikat              |
| ------------------------------------------------------- | --- | ----------------- | -------------- | ----------------------- |
| 2012                                                    | Od kołyski aż po grób - Data: 28 września 2012 - Wydawca: Prosto, Olesiejuk - Format: CD, digital download, streaming          | –                 | - POL: 15 000+ | - ZPAV: złota płyta     |
| 2014                                                    | Piątek 13-go - Data: 14 lutego 2014 - Wydawca: Prosto, Olesiejuk - Format: CD, digital download, streaming                     | 2                 | - POL: 30 000+ | - ZPAV: platynowa płyta |
| 2015                                                    | Tylko śmierć może mnie zatrzymać - Data: 13 lutego 2015 - Wydawca: Prosto, Olesiejuk - Format: CD, digital download, streaming | 14                |                |                         |
| 2017                                                    | Debiut - Data: 3 marca 2017 - Wydawca: Prosto, Olesiejuk - Format: CD, digital download, streaming                             | 12                |                |                         |
| 2019                                                    | 2020 - Data: 1 marca 2019 - Wydawca: Altereggo Records - Format: CD, digital download, streaming                               | 5                 |                |                         |
| 2020                                                    | On - Data: 14 lutego 2020 - Wydawca: Altereggo Records - Format: CD, digital download, streaming                               | 3                 |                |                         |
| 2021                                                    | Jason - Data: 12 marca 2021 - Wydawca: K13, My Music - Format: CD, digital download, streaming                                 | 5                 |                |                         |
| 2022                                                    | Jason II: Lunapark - Data: 14 stycznia 2022 - Wydawca: K13, My Music - Format: CD, digital download, streaming                 | 2                 |                |                         |
| 2022                                                    | Od kołyski aż po grób 2 - Data: 23 grudnia 2022 - Wydawca: K13, My Music - Format: CD, digital download, streaming             | 10                |                |                         |
| 2023                                                    | W Moich Butach - Data: 15 grudnia 2023 - Wydawca: K13, My Music - Format: CD, digital download, streaming                      |                   |                |                         |
| 2025                                                    | Dawid - Data: 14 lutego 2025 - Wydawca: K13, My Music - Format: CD, digital download, streaming                                |                   |                |                         |
| „–” oznacza, że album nie był notowany na danej liście. | |                   |                |                         |

Kompilacje
| Rok  | Dane dot. albumu |
| ---- | --- |
| 2016 | Altereggo TeamTape (oraz Altereggo Records) - Data: 1 lipca 2016 - Wydawca: Altereggo Records, Prosto - Format: CD, digital download |

Minialbumy
| Rok                                                     | Dane dot. albumu                                                                                         | Pozycja na liście |
| Rok                                                     | Dane dot. albumu                                                                                         | POL               |
| ------------------------------------------------------- | --- | ----------------- |
| 2017                                                    | 88 EP - Data: 13 października 2017 - Wydawca: Altereggo Records, Prosto - Format: CD, digital download   | 19                |
| 2022                                                    | Lunapark Deluxe EP - Data: 14 stycznia 2022 - Wydawca: K13 - Format: CD, digital download, streaming     | –                 |
| 2022                                                    | Love Stories - Data: 30 grudnia 2022 - Wydawca: K13 - Format: CD, digital download, streaming            | –                 |
| 2022                                                    | Jason III: Crystal Lake - Data: 30 grudnia 2022 - Wydawca: K13 - Format: CD, digital download, streaming | –                 |
| 2023                                                    | Mów Mi D.ave - Data: 15 grudnia 2023 - Wydawca: K13 - Format: CD, digital download, streaming            |                   |
| 2024                                                    | Venom - Data: 27 wrzeniśa 2024 - Wydawca: K13 - Format: CD, digital download, streaming                  |                   |
| 2025                                                    | Roots - Data: 14 lutego 2025 - Wydawca: K13 - Format: CD, digital download, streaming                    |                   |
| „–” oznacza, że album nie był notowany na danej liście. | |                   |

Single
| Rok                                                       | Tytuł                                            | Najwyższe pozycje na listach | Najwyższe pozycje na listach | Najwyższe pozycje na listach | Najwyższe pozycje na listach | Najwyższe pozycje na listach | Najwyższe pozycje na listach | Najwyższe pozycje na listach | Certyfikat              | Album                            |
| Rok                                                       | Tytuł                                            | POL                          | POL NEW                      | ZET                          | ESKA                         | RMF                          | HHTV                         | SLiP                         | Certyfikat              | Album                            |
| --------------------------------------------------------- | ------------------------------------------------ | ---------------------------- | ---------------------------- | ---------------------------- | ---------------------------- | ---------------------------- | ---------------------------- | ---------------------------- | ----------------------- | -------------------------------- |
| 2012                                                      | „Alter ego”                                      | –                            | –                            | –                            | –                            | –                            | –                            | –                            |                         | Od kołyski aż po grób            |
| 2013                                                      | „Mów mi D.ave”                                   | –                            | –                            | –                            | –                            | –                            | –                            | –                            |                         | Piątek 13-go                     |
| 2013                                                      | „Kartka z pamiętnika”                            | –                            | –                            | –                            | –                            | –                            | –                            | –                            |                         | Piątek 13-go                     |
| 2013                                                      | „Dawaj z nami”                                   | –                            | –                            | –                            | –                            | –                            | –                            | –                            |                         | Piątek 13-go                     |
| 2014                                                      | „Mimo wszystko” (gościnnie: Gosia Kutyła)        | –                            | –                            | –                            | –                            | –                            | –                            | –                            |                         | Piątek 13-go                     |
| 2014                                                      | „Zbyt wiele” (gościnnie: Wdowa, Cheeba)          | –                            | 2                            | –                            | 1                            | 1                            | –                            | 17                           |                         | Piątek 13-go                     |
| 2014                                                      | „Tylko śmierć może mnie zatrzymać”               | –                            | –                            | –                            | –                            | –                            | –                            | –                            |                         | Tylko śmierć może mnie zatrzymać |
| 2015                                                      | „Wybór” (gościnnie: Grizzlee)                    | –                            | –                            | –                            | –                            | –                            | –                            | –                            |                         | Tylko śmierć może mnie zatrzymać |
| 2016                                                      | „Dron”                                           | –                            | –                            | –                            | –                            | –                            | 20                           | –                            | - ZPAV: platynowa płyta | Altereggo TeamTape               |
| 2016                                                      | „Kim jestem” (gościnnie: Kamil Bijoś)            | –                            | –                            | –                            | –                            | –                            | 14                           | –                            | - ZPAV: platynowa płyta | Debiut                           |
| 2016                                                      | „Flashback”                                      | –                            | –                            | –                            | –                            | –                            | –                            | –                            |                         | Debiut                           |
| 2016                                                      | „Victoria”                                       | –                            | –                            | –                            | –                            | –                            | –                            | –                            |                         | Debiut                           |
| 2017                                                      | „Edward Mordake”                                 | –                            | –                            | –                            | –                            | –                            | –                            | –                            |                         | Debiut                           |
| 2017                                                      | „Echo” (gościnnie: Ewa Farna)                    | 4                            | 1                            | 2                            | 1                            | 1                            | –                            | 9                            | - ZPAV: platynowa płyta | 2020                             |
| 2018                                                      | „Nirwana”                                        | –                            | –                            | –                            | –                            | –                            | –                            | –                            |                         | 2020                             |
| 2018                                                      | „Dom”                                            | –                            | –                            | –                            | –                            | –                            | –                            | –                            |                         | 2020                             |
| 2018                                                      | „Milczenie jest grzechem”                        | –                            | –                            | –                            | –                            | –                            | –                            | –                            |                         | 2020                             |
| 2019                                                      | „Salsa” (gościnnie: Malik Montana, Kaz Bałagane) | –                            | –                            | –                            | –                            | –                            | –                            | –                            |                         | 2020                             |
| 2020                                                      | „Co jest?” (gościnnie: Kubańczyk)                | –                            | –                            | –                            | –                            | –                            | –                            | –                            |                         | Jason                            |
| 2020                                                      | „Nie do widzenia” (gościnnie: Floral Bugs)       | –                            | –                            | –                            | –                            | –                            | –                            | –                            |                         | Jason                            |
| 2020                                                      | „Dynamit” (gościnnie: Dedis)                     | –                            | –                            | –                            | –                            | –                            | –                            | –                            |                         | Jason                            |
| 2020                                                      | „Kwarantanna” (gościnnie: Ewelina Lisowska)      | –                            | –                            | –                            | –                            | –                            | –                            | –                            |                         | Jason                            |
| 2021                                                      | „Spowiedź”                                       | –                            | –                            | –                            | –                            | –                            | –                            | –                            |                         | Jason                            |
| 2021                                                      | „Bonnie & Clyde” (gościnnie: Marta Gałuszewska)  | –                            | –                            | –                            | –                            | –                            | –                            | –                            |                         | Jason                            |
| 2021                                                      | „Karma” (gościnnie: MOONBLARE)                   | –                            | –                            | –                            | –                            | –                            | –                            | –                            |                         | –                                |
| 2021                                                      | „Nowy shady”                                     | –                            | –                            | –                            | –                            | –                            | –                            | –                            |                         | Jason II: Lunapark               |
| 2021                                                      | „Blackout” (gościnnie: Klaudia Pazdan)           | –                            | –                            | –                            | –                            | –                            | –                            | –                            |                         | Jason II: Lunapark               |
| 2021                                                      | „Faceci w czerni” (gościnnie: Peja)              | –                            | –                            | –                            | –                            | –                            | –                            | –                            |                         | Jason                            |
| 2021                                                      | „Rollercoaster”                                  | –                            | –                            | –                            | –                            | –                            | –                            | –                            |                         | Jason II: Lunapark               |
| 2021                                                      | „Cyrk” (gościnnie: Intruz)                       | –                            | –                            | –                            | –                            | –                            | –                            | –                            |                         | Jason II: Lunapark               |
| 2021                                                      | „Boogieman” (gościnnie: Asya)                    | –                            | –                            | –                            | –                            | –                            | –                            | –                            |                         | Jason II: Lunapark               |
| 2021                                                      | „Szukam siebie” (gościnnie: Kleszcz, Vixen)      | –                            | –                            | –                            | –                            | –                            | –                            | –                            |                         | –                                |
| 2021                                                      | „Początek”                                       | –                            | –                            | –                            | –                            | –                            | –                            | –                            |                         | Jason II: Lunapark               |
| 2021                                                      | „Lek” (gościnnie: Dawid Obserwator)              | –                            | –                            | –                            | –                            | –                            | –                            | –                            |                         | –                                |
| 2021                                                      | „Pochodnia” (gościnnie: MOONBLARE)               | –                            | –                            | –                            | –                            | –                            | –                            | –                            |                         | Jason II: Lunapark               |
| 2021                                                      | „Kosmita”                                        | –                            | –                            | –                            | –                            | –                            | –                            | –                            |                         | Jason II: Lunapark               |
| 2022                                                      | „Rajza” (gościnnie: MOONBLARE)                   | –                            | –                            | –                            | –                            | –                            | –                            | –                            |                         | Lunapark Deluxe EP               |
| 2022                                                      | „Statyści” (oraz: Vin Vinci, Pablo)              | –                            | –                            | –                            | –                            | –                            | –                            | –                            |                         | –                                |
| 2022                                                      | „Show” (gościnnie: Poszwixxx)                    | –                            | –                            | –                            | –                            | –                            | –                            | –                            |                         | –                                |
| 2022                                                      | „Autobus”                                        | –                            | –                            | –                            | –                            | –                            | –                            | –                            |                         | –                                |
| 2022                                                      | „Hulahop” (gościnnie: Weronika Juszczak)         | –                            | –                            | –                            | –                            | –                            | –                            | –                            |                         | –                                |
| 2022                                                      | „Onlyfanz"                                       | –                            | –                            | –                            | –                            | –                            | –                            | –                            |                         | –                                |
| „–” oznacza, że singiel nie był notowany na danej liście. |                                                  |                              |                              |                              |                              |                              |                              |                              |                         |                                  |

Inne notowane utwory
| Rok                                                     | Tytuł                                     | Pozycja na liście | Pozycja na liście | Album        |
| Rok                                                     | Tytuł                                     | SLiP              | HHTV              | Album        |
| ------------------------------------------------------- | ----------------------------------------- | ----------------- | ----------------- | ------------ |
| 2016                                                    | Rena – „Kryzys” (gościnnie: Kaen)         | 47                | 20                | Złoty środek |
| 2017                                                    | „Granice” (gościnnie: Mateusz Krautwurst) | –                 | 17                | Debiut       |
| „–” oznacza, że utwór nie był notowany na danej liście. |                                           |                   |                   |              |

Nielegale
| Rok  | Tytuł            | Źródło |
| ---- | ---------------- | ------ |
| 2008 | Żyj albo umieraj | [ 7 ]  |
| 2009 | Sztuka ulicy     | [ 9 ]  |

Inne
| Rok  | Album                                                      | Utwór | Źródło  |
| ---- | ---------------------------------------------------------- | --- | ------- |
| 2010 | Brakujący Element – To jest życie                          | „Dwa światy” (gościnnie: Kaen) | [ 102 ] |
| 2010 | Prosto Mixtape 600V (kompilacja)                           | KaeN, Juras, Ksiądz Rafał Praski – „Nie musisz być bogaty (Prosto Remix)” Elfue, Kaen, Doz, Pokój Z Widokiem Na Wojnę, Sid, Młody Biały, Zdycha, Karlos, Sokół, Elvis, Pewna Pozycja, Fu – „U nas na śródmieściu” | [ 10 ]  |
| 2010 | Jagła – Od 90 do 09                                        | „Mroczna Strona” (gościnnie: Nelux, Kaen) | [ 103 ] |
| 2010 | V!ruS – Power of Beats 2                                   | „Mniejsza o szczegóły” (gościnnie: Kaen) | [ 104 ] |
| 2012 | Prosto Mixtape Kebs (kompilacja)                           | Kazan, Kaen, WARD – „Nie podawaj się za kogoś, kim nie jesteś” | [ 105 ] |
| 2013 | Buczer, DJ Seli – BOSS                                     | „Świr” (gościnnie: Kaen) | [ 106 ] |
| 2013 | Drużyna mistrzów 2: sport, muzyka, pasja (kompilacja)      | Bosskiskład, Webster, Kamil PRJ, Wysoki Lot, Zarys Zdarzeń, Kaen, NON Koneksja, WSRH – „Drużyna mistrzów” Kaen, Kamil PRJ – „Wstęp wolny” | [ 18 ]  |
| 2013 | DMK – Wolny                                                | „Między kartką a betonem” (gościnnie: Kaen, Todek) „Między kartką a betonem (DBJ Jakub Remix)” (gościnnie: Kaen, Todek) „Między kartką a betonem (Fabster Remix)” (gościnnie: Kaen, Todek) „Między kartką a betonem (Ironic Remix)” (gościnnie: Kaen, Todek) | [ 107 ] |
| 2013 | Słoń, Mikser – Demonologia 2                               | „86” (gościnnie: Eripe, Kaen, Pih) | [ 108 ] |
| 2013 | Kroolik Underwood – Punkt G                                | „Dziki szał” (gościnnie: Kaen) | [ 109 ] |
| 2014 | Bezczel – Słowo honoru                                     | „Kliczko” (gościnnie: Kaen) | [ 110 ] |
| 2014 | WhiteHouse – Kodex 5 Elements                              | „Zrozum” (gościnnie: Kaen) | [ 111 ] |
| 2014 | Prosto XV (kompilacja)                                     | Kaen – „Alter ego” | [ 112 ] |
| 2014 | Bosski Roman – TheRapYa szokowa dozwolona od lat 18        | „Treningowy styl” (gościnnie: Kaen, DJ Krime) | [ 113 ] |
| 2014 | Rozbójnik Alibaba, Jan Borysewicz – Bal maturalny          | „Amerykański sen” (gościnnie: Juras, Kaen) | [ 114 ] |
| 2014 | Chada, RX – Efekt porozumienia                             | „Efekt porozumienia” (gościnnie: Kaen, Z.B.U.K.U) | [ 115 ] |
| 2014 | Logo Dzielnicy – Wiara, nadzieja, miłość                   | „Zgubiona nadzieja” (gościnnie: Kaen, Grochu BZK) | [ 116 ] |
| 2014 | Popek – Monster 2                                          | „Monster” (gościnnie: Kaen, Porchy) | [ 117 ] |
| 2014 | Step Records: rap najlepszej marki (kompilacja)            | Bezczel – „Proforma 2 (Remix)” (gościnnie: Hukos, Onar, Z.B.U.K.U, Bosski Roman, Młody M, Buczer, Kobra, Zeus, Kajman, Kaen, ZdunO) | [ 118 ] |
| 2014 | Wirus – 60 kilo wersów                                     | „Wredny skurwiel” (gościnnie: Kaen) | [ 119 ] |
| 2015 | Drużyna mistrzów 3 (kompilacja)                            | Bosskiskład, Kaen – „Lepsza wersja” | [ 120 ] |
| 2015 | Steel Banging – Dwie strony świata                         | „Napad” (gościnnie: Kaen, Juras) | [ 121 ] |
| 2015 | Z.B.U.K.U, Chada, Bezczel – Kontrabanda: brat bratu bratem | „To nie nasz klimat” (gościnnie: Kaen) | [ 122 ] |
| 2015 | Prosto Mixtape IV (kompilacja)                             | Sokół, Brahu, Kaen – „Szczęśliwy idiota” Kaen, HuczuHucz, Parzel – „Miasto o świcie” Diox, Kaen – „Psychofanki” | [ 123 ] |
| 2016 | (Kaen prezentuje) Altereggo TeamTape (kompilacja)          | Sylwia Dynek, Brahu, Bezczel, Kaen, Juras, Fu, Dj Grubaz – „Daj to na full” Kaen – „Dron” Red, Kaen, Kaz Bałagane – „Oszustki” PTP, Kaen – „Chodzi o to” Rapu Wschodnia Strona, Kaen, Dj Frodo – „#1" Kaen, Sylwia Dynek, Kizo, KaszuB – „Gdzie nie spojrzę” Kaen – „Altereggo Team” Kaen, Rover – „Ćma” Beny B, Kaen – „Umrę śmiejąc się” Pih, Kaen, Roman Bosski – „Nostalgia” Malik Montana, Kaen – „Minnie Mouse” Kaen, Sylwia Dynek, Rena – „Nigdy więcej” Kaen, Balu, Beny B – „Bagno” PeRJot, Kaen, Amator – „Dygest” Kaen, Sobota – „Bierz co chcesz” Kaen, Dj Grubaz – „Nienormalnie normalny” Kaen, Dj Grubaz – „Krople” | [ 124 ] |
| 2019 | Brahu – 82                                                 | „Oby Los” (gościnnie: Kaen) |         |
| 2020 | Kubańczyk – Cały Ja                                        | „Tokyo Drift” (gościnnie: Kaen) |         |
| 2021 | Kleszcz – Nie Ma Płyta                                     | „Szukam Siebie” (gościnnie: Kaen, Vixen) |         |
| 2021 | Dedis – Uniwersalny żołnierz                               | „Super Saiyan Blue” (gościnnie: Kaen) | [ 125 ] |
| 2021 | Step Records: rap najlepszej marki III (kompilacja)        | Dawid Obserwator, Kaen „Lek” |         |
| 2022 | Vin Vinci – Dokument Tożsamości                            | „Statyści” (gościnnie: Kaen) |         |
| 2024 | ArEs – Arktyka                                             | „Miasto” (gościnnie: Kaen, Bonson, Paulina Chmura) |         |
| 2024 | Floral Bugs – S.I.M,P                                      | „Menel” (gościnnie: Kaen) |         |
| 2024 | Obserwator Świata Faktów – Narrator                        | „Metryka” (gościnnie: Epis Dym Knf, Kaen) |         |
| 2025 | Vin Vinci & Stecu – Życie To Nie Bajka                     | „Królewna Ścieżka” (gościnnie: Kaen) |         |

## Teledyski
Solowe
| Rok  | Tytuł                                             | Reżyseria                             | Album                            | Źródło  |
| ---- | ------------------------------------------------- | ------------------------------------- | -------------------------------- | ------- |
| 2011 | „Zdychaj”                                         | Work Shop                             | –                                | [ 126 ] |
| 2012 | „Alter ego”                                       | Michał Wilk                           | Od kołyski aż po grób            | [ 12 ]  |
| 2012 | „W moich butach”                                  | –                                     | Od kołyski aż po grób            | [ 13 ]  |
| 2012 | „Masz swój rozum” (gościnnie: Juras)              | Michał Wilk                           | Od kołyski aż po grób            | [ 14 ]  |
| 2013 | „Od kołyski aż po grób”                           | Michał Wilk                           | Od kołyski aż po grób            | [ 15 ]  |
| 2013 | „Władca liter”                                    | Michał Wilk                           | Od kołyski aż po grób            | [ 16 ]  |
| 2013 | „Tak bardzo”                                      | –                                     | –                                | [ 127 ] |
| 2013 | „Mów mi D.ave”                                    | Toczy Videos                          | Piątek 13-go                     | [ 24 ]  |
| 2013 | „Kartka z pamiętnika”                             | Toczy Videos                          | Piątek 13-go                     | [ 25 ]  |
| 2013 | „Dawaj z nami”                                    | Mirek Kaźmierczak, Marcin Adamkiewicz | Piątek 13-go                     | [ 26 ]  |
| 2014 | „Mimo wszystko” (gościnnie: Gosia Kutyła)         | Mirek Kaźmierczak, Paulina Małyska    | Piątek 13-go                     | [ 27 ]  |
| 2014 | „Zbyt wiele” (gościnnie: Wdowa, Cheeba)           | Mirek Kaźmierczak, Paulina Małyska    | Piątek 13-go                     | [ 23 ]  |
| 2014 | „Ballada o Dawidzie Starejki”                     | Jakub Radej                           | Piątek 13-go                     | [ 28 ]  |
| 2014 | „Tylko śmierć może mnie zatrzymać”                | Michał Wilk                           | Tylko śmierć może mnie zatrzymać | [ 32 ]  |
| 2015 | „Wybór” (gościnnie: Grizzlee)                     | Jakub Radej                           | Tylko śmierć może mnie zatrzymać | [ 33 ]  |
| 2015 | „Nie wszystko stracone”                           | Michał Wilk                           | Tylko śmierć może mnie zatrzymać | [ 34 ]  |
| 2015 | „Labirynt” (gościnnie: Gosia Bernatowicz)         | Paulina Małyska                       | Tylko śmierć może mnie zatrzymać | [ 35 ]  |
| 2016 | „Kim jestem” (gościnnie: Kamil Bijoś)             | Michał Wilk                           | Debiut                           | [ 128 ] |
| 2017 | „Echo” (gościennie: Ewa Farna)                    | HDSCVM                                | 2020                             | [ 129 ] |
| 2018 | „XANAX” (gościnnie: TriKu)                        | Mamytostudio                          | 2020                             | [ 130 ] |
| 2018 | „Nirwana”                                         | Mamytostudio                          | 2020                             | [ 131 ] |
| 2018 | „DOM”                                             | Mamytostudio                          | 2020                             | [ 132 ] |
| 2018 | „Milczenie jest grzechem”                         | Mamytostudio                          | 2020                             | [ 133 ] |
| 2019 | „Salsa” (gościennie: Malik Montana, Kaz Bałagane) | Mamytostudio                          | 2020                             | [ 134 ] |
| 2020 | „Kwarantanna” (gościnnie: Ewelina Lisowska)       | BeLogic Studio                        | Jason                            | [ 135 ] |

Gościnnie
| Rok  | Tytuł | Reżyseria     | Album                                | Źródło  |
| ---- | --- | ------------- | ------------------------------------ | ------- |
| 2013 | Kroolik Underwood – „Dziki szał” (gościnnie: Kaen)                                                                              | Blaszany Sad  | Punkt G                              | [ 136 ] |
| 2014 | Bezczel – „Kliczko” (gościnnie: Kaen)                                                                                           | M.L. Filmz    | Słowo honoru                         | [ 110 ] |
| 2014 | Bezczel – „Proforma 2 RMX” (gościnnie: Hukos, Onar, Zeus, Z.B.U.K.U, Bosski Roman, Młody M, Buczer, Kobra, Kajman, Kaen, ZdunO) | M.L. Filmz    | Step Records: rap najlepszej marki   | [ 137 ] |
| 2014 | Bosski Roman – „Treningowy styl” (gościnnie: Kaen, DJ Krime)                                                                    | Patryk Jurek  | TheRapYa szokowa dozwolona od lat 18 | [ 138 ] |
| 2015 | Z.B.U.K.U, Chada, Bezczel – „To nie nasz klimat” (gościnnie: Kaen)                                                              | 9 Liter Filmy | Kontrabanda: brat bratu bratem       | [ 122 ] |
| 2016 | Rena – „Kryzys” (gościnnie: Kaen)                                                                                               | HDCVM         | –                                    | [ 139 ] |

Inne
| Rok  | Tytuł | Reżyseria       | Album                                    | Źródło  |
| ---- | --- | --------------- | ---------------------------------------- | ------- |
| 2010 | Elfue, Kaen, Doz, Pokój Z Widokiem Na Wojnę, Sid, Młody Biały, Zdycha, Karlos, Sokół, Elvis, Pewna Pozycja, Fu – „U nas na śródmieściu” | Wal&Gura        | Prosto Mixtape 600V                      | [ 140 ] |
| 2013 | Kaen, Kamil PRJ – „Wstęp wolny” | Creative Studio | Drużyna mistrzów 2: sport, muzyka, pasja | [ 19 ]  |
| 2015 | Kaen, Sobota – „Bierz co chcesz” | VandalGraphx    | (Kaen prezentuje) Altereggo TeamTape     | [ 141 ] |
| 2016 | Red, Kaen, Kaz Bałagane – „Oszustki” | –               | (Kaen prezentuje) Altereggo TeamTape     | [ 142 ] |
| 2016 | Kaen, Pih, Roman Bosski – „Nostalgia”                                                                                                   | –               | (Kaen prezentuje) Altereggo TeamTape     | [ 143 ] |

## Nagrody i wyróżnienia
| Rok  | Kategoria     | Tytułem      | Nagroda           | Nota      | Źródło  |
| ---- | ------------- | ------------ | ----------------- | --------- | ------- |
| 2013 | Cyber Yach    | „Alter ego”  | Yach Film 2013    | Nominacja | [ 17 ]  |
| 2015 | Najlepszy hit | „Zbyt wiele” | Eska Music Awards | Nominacja | [ 144 ] |